# Shoichi Aoki
Shoichi Aoki (青木 正一 Aoki Shōichi, 1955) es un editor líder y fotógrafo de moda callejera en Japón. En 1997 estableció su muy aclamada revista Fruits, que hasta hoy graba y celebra la frescura de la moda callejera japonesa. También es el editor de las populares revistas de moda Street and Tune.

## Inspiración
A mediados de la década de 1990, el fotógrafo japonés comenzó a notar una diferencia en la moda callejera japonesa. Se dio cuenta de que los jóvenes combinaban prendas de ropa tradicional japonesa con ropa de segunda mano y accesorios hechos a mano para crear una nueva mirada al ojo humano.
Aoki se impresionaba con estilos eclécticos y con el hecho de que los jóvenes estaban tratando de crear trajes originales. Los jóvenes japoneses fueron incluyendo piezas de ropa tradicional japonesa en sus trajes "self-made". Aoki pensó que la nueva moda reflejaba la historia y la cultura japonesa.
El nuevo estilo también significaba que algunos jóvenes japoneses no estaban siguiendo estilos de ropa occidental tanto como lo habían hecho en el pasado, sino que estaban expresando su personalidad y gustos individuales. Son parte de un movimiento de estilo callejero siendo la tercera oleada de moda japonesa.
Aoki comenzó a fotografiar a los jóvenes en los barrios de Harajuku y Shibuya, unas de las zonas de moda de Tokio. Cuando vio a alguien que usaba un traje interesante o creativo, se acercaba y le preguntaba si podía tomar una fotografía.

## Carrera
"Fruits" fue fundada en 1997 por el fotógrafo, como un proyecto para documentar la creciente explosión de la moda en los suburbios de Tokio. Son fotos de artistas que llevan su obra encima. Cada hoja es una ficha escueta de la persona (edad, actividad y su obsesión). Uno de los más innovadores y buscados que tuvo un seguimiento tan dedicado que ahora vive como un fanzine - é ste es una insignia de honor del streetwear.
Cinco años más tarde, 2002, se publicó un libro de Phaidon(editorial visual centrada en estimular las retinas ajenas). "Fruits" también el nombre utilizado para descubrir el aspecto con el que Aoki se hizo famoso.

## Estilo
El estilo "Fruits" es difícil de describir. Los colores brillantes son comunes, así como el color negro - Vivienne Westwood es un favorito. La imagen refleja un espíritu divertido, libre. En los años noventa ese tipo de estilo era lo más popular.

Este estilo todavía está en las calles de Tokio, aunque no es tan popular como lo era hace diez años. Shoichi sigue publicando sus fotografías y espera que los jóvenes japoneses sigan encontrando nuevas e interesantes formas de expresar su cultura.
Actualmente no solo puedes encontrar el fanzine más importante de Japón, también en su página oficial le aumenta dos fanzines más "Tune" y "Street". Esta colección de fotografías representa una documentación de lo cambiante que fue la moda de la calle a lo largo de la década de 1990.